# Lubuck
Lubuck (ros. Любутск, Любуцк, Любутеск) – dawny gród, obecnie resztki grodziska w Rosji, w obwodzie kałuskim, w rejonie fierzikowskim, w gminie wiejskiej Dugna (сельское поселение «Посёлок Дугна»), w pobliżu wsi Troickoje (Троицкое), na prawym brzegu Oki, 4 km od ujścia rzeczki Dugna. Od XIV wieku gród graniczny Wielkiego Księstwa Litewskiego. Nazwa Lubuck pochodzi od potoku Lubucza opływającego miejscowość z północnej i wschodniej strony.

## Historia
Przed przyłączeniem do Wielkiego Księstwa Litewskiego tereny Lubucka należały księstwa briańskiego.
Po raz pierwszy wzmiankowany w 1372 r., kiedy wielki książę litewski Olgierd wraz z wojskami Michała Twerskiego wystąpił przeciwko wielkiemu księciu moskiewskiemu Dymitrowi Dońskiemu, któremu jednak udało się zatrzymać armię sprzymierzeńców właśnie w okolicach Lubucka, gdzie zawarto rozejm.
W 1396 r. Lubuck wchodził w skład Wielkiego Księstwa Litewskiego, kiedy okolice grodu spustoszył książę riazański Oleg Iwanowicz. Następnie księstwo riazańskie zostało najechane przez Witolda. W 1402 książę riazański Rodosław Olgowicz wyprawił się na  Briańsk, ale pod Lubuckiem został pokonany i wzięty do niewoli przez litewskich książąt Lingwena i Aleksandra Patrykiejewicza.
Na początku XV w. Lubuck przechodził z rąk do rąk. Po wojnie litewsko-moskiewskiej 1406–1408 przejściowo znajdował się pod władzą Wielkiego Księstwa Moskiewskiego. Jednak już w 1442 należał do Litwy, gdzie stał się centrum namiestnictwa.
W 1462 w Lubucku gościł Kazimierz IV Jagiellończyk.
W 1480 Lubuck wzmiankowany jest jako punkt, który osiągnął Ahmed-chan w trakcie swojej wyprawy na Moskwę przez ziemie litewskie.
W 1473 r. moskiewski wojewoda Bieklemiszew najechał okolice Lubucka. W trakcie litewskiej wyprawy odwetowej zginął książę Siemion Odojewski, uznający zwierzchnictwo Moskwy.
Podczas wojny litewsko-moskiewskiej (1492-1494), w sierpniu 1492 r. książę wojewoda Fiodor Telepień-Oboleński spalił Lubuck i uprowadził w niewolę 1,5 tys. mieszkańców. Na mocy układu pokojowego przy Litwie pozostała część Księstw Wierchowskich, w tym Lubuck.
Na początku następnej wojny Lubuck został zdobyty przez wojska moskiewskie Jakowa Zachariewicza Koszkina-Zacharina w 1503 r., a na mocy rozejmu wraz z resztą Księstw Wierchowskich znalazł się pod władzą Wielkiego Księstwa Moskiewskiego.
Iwan III Srogi nadał Lubuck swojemu synowi Andrzejowi Starickiemu.
W XVI wieku Lubuck stracił swoje strategiczne znaczenie, przestał być fortecę nad Oką i stał się posadą. W 1566 r. wzmiankowany jako grodzisko.
Do dzisiejszych czasów w zachodniej części grodziska zachował się w wał obronny o wysokości 11 m i długości ponad 150 m.
W pobliżu znajdują się ruiny cerkwi z czasów Piotra I oraz cmentarz.